# Non-Cooperative Target Recognition

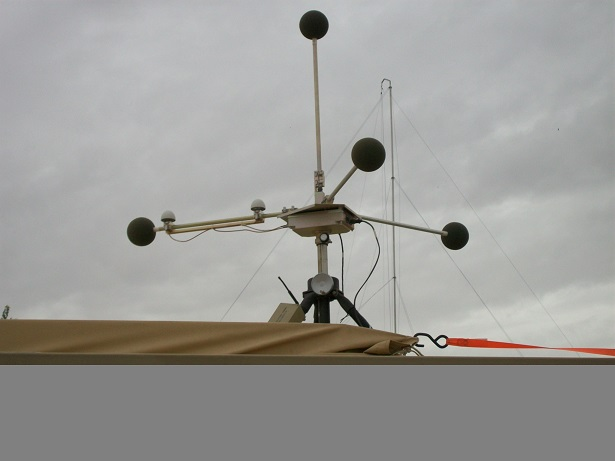
Capteur acoustique MASINT UTAMS des forces armées américaines en 2010

La Non-Cooperative Target Recognition (abrégé en NCTR et utilisé ainsi par l'immense majorité des pilotes militaires et techniciens dans le monde occidental) (Reconnaissance de cibles non coopératives -RCNC-) est un terme anglais pour l'identification d’un type d’aéronef grâce à une banque de données de signatures radar, MRE (mesures de soutien électronique), acoustiques, infrarouges, optroniques et autre dont celles des aubes de compresseurs des réacteurs.

## Contexte
On distingue deux types d’exploitations fonctionnellement très différentes sur les radars : les surveillances non coopérative et coopérative.
La surveillance non coopérative est assurée sans intervention de la cible à sa détection : c’est la propriété de la réflexion d’une onde électromagnétique sur la surface physique de la cible qui est utilisée. La détection se fait par reconnaissance de la présence d’un signal réfléchi, la mesure de distance par mesure du temps de propagation radar – cible – radar, la mesure d’azimut par utilisation d’une antenne directive tournante. Les équipements correspondants sont caractérisés comme « radars primaires ».
L’inconvénient principal des techniques de reconnaissance coopérative est que la coopération n’est pas toujours garantie, que ce soit pour des problèmes techniques, des erreurs humaines ou des intentions hostiles de la part de la cible à identifier. Les techniques de reconnaissance non coopérative (NCTR) ont pour but de surmonter ces obstacles en s’appuyant sur des informations obtenues par des capteurs propres pour découvrir la vraie identité de l’objectif.
Parmi les atouts principaux de l’approche NCTR on trouve :
- Dans le domaine civil :
  - Une protection face à des possibles problèmes techniques ou humains traditionnellement associés aux techniques coopératives.
- Dans le domaine militaire :
  - Une meilleure compréhension de la situation tactique et une meilleure estimation des menaces en combat, ce qui peut rendre possible, par exemple, une réponse stratégique hiérarchisée face aux cibles identifiées.
  - Une réduction du risque de tir ami.
  - En termes défensifs, une réaction plus efficace face à une menace réelle (réduction du temps de réaction, possibilité de choisir les systèmes d’armement en fonction de la cible détectée).
  - En termes d’attaque, l’utilisation d'armes pouvant tirer au-delà de l'horizon implique une diminution considérable du risque pris par rapport à une situation où l’on est obligé d’établir un contact visuel.
  - En termes de surveillance, ces techniques peuvent être utilisées pour optimiser le processus général de détection, identification, localisation et pistage, en adaptant les moyens utilisés (par exemple la forme d’onde) au type de cible identifiée en première instance.

## Historique
D’après quelques sources non–officielles, les origines des techniques NCTR pourraient se trouver au milieu des années 1970, avec le programme de recherche militaire Musketeer aux États-Unis, où l’on a essayé d’utiliser le radar pour obtenir une signature unique de chaque modèle d’avion ennemi à partir du nombre et des caractéristiques techniques de ses moteurs. 
Cette technologie a dû attendre une dizaine d’années pour que les moyens informatiques nécessaires se soient suffisamment développés. Depuis 1985, les F-15C de l’USAF incorporaient déjà des modes NCTR pour le combat. Pendant la guerre du Golfe de 1991, les règles d’engagement des forces aériennes américaines spécifiaient la nécessité d’une double identification des cibles de la part des chasseurs américains avant de lancer une attaque. Une de ces identifications pouvait être fournie par les AWACS, l’autre étant de type NCTR. 
En plus, ces techniques rendaient possible l’utilisation de missiles air-air de type BVR (Beyond Visual Range, ou « au-delà du champ visuel ») sur de longues distances avec la certitude de ne pas détruire des cibles amies. Pour beaucoup d’analystes, c’est grâce aux techniques NCTR que les F-15C furent les seuls chasseurs américains à avoir pu remporter des victoires aériennes, au détriment d’autres modèles comme les F-14 de l’époque. 
Au cours des dix années suivant le premier conflit du Golfe, le NCTR a été incorporé à d’autres chasseurs modernes, notamment aux F-14, F-16 et F/A-18 américains, quelques F-15 vendus à des gouvernements étrangers par les États-Unis, aux Panavia Tornado britanniques[réf. nécessaire] et aux Mirage 2000 français et intégré d'origine dans la nouvelle génération de chasseurs tels que le Dassault Rafale[réf. nécessaire].
Dans les années 1990, des radars de surveillance à bas coût travaillant sur la bande L sont testés avec cette capacité.